# گوبی مرجان‌شلاقی
گوبی مرجان‌شلاقی (نام علمی: Bryaninops yongei) گونه‌ای گاوماهی است که در مناطق گرمسیری و نیمه‌گرمسیری واقع در اقیانوس هند و دریای سرخ زندگی می‌کند. گوبی مرجان‌شلاقی در تجارت آکواریوم نیز خرید و فروش می‌شود. این ماهی با نوعی مرجان به نام مرجان شلاقی در آب‌هایی با عمق ۳ تا ۴۵ متر زندگی می‌کند. طول ماهی تقریباً ۳ تا ۳/۵ سانتی متر است.